# 翼を広げて
「翼を広げて」（つばさをひろげて）は、DEENの2ndシングル。

## 解説
- 日本テレビのサッカー中継のイメージソングとして発売された。
- 1stアルバム『DEEN』には収録されておらず、アルバム初収録は『SINGLES+1』であった。なお輪唱として作詞担当の坂井泉水も参加し、高校音楽科の教科書に載ったこともある。
- DEENの全シングル中では、3番目のヒットとなっている。
- 後に作詞者の坂井がZARDとしてセルフカバーしている（翼を広げて/愛は暗闇の中で）。ZARDが発表したセルフカバー曲の中で唯一のシングルの表題曲（「Teenage dream」はカップリング曲として収録）である。[1] また作曲者の織田哲郎もセルフカバーをしており、こちらは原曲を歌った池森秀一がコーラスで参加している。[2]
- 2005年10月26日には、31stシングル「このまま君だけを奪い去りたい/翼を広げて」としてリアレンジ（セルフカバー）でリリースした。（直後のセルフカバーアルバム『DEEN The Best キセキ』からの先行シングルである。）

## 収録曲
1. 翼を広げて
  - 作詞:坂井泉水 作曲:織田哲郎 編曲:葉山たけし

最後のサビの転調部分で歓声が入る。コーラスに作詞の坂井泉水、川島だりあ、大黒摩季、生沢佑一が参加している。
2. 夢のつづき……Love in my dream
  - 作詞･作曲:池森秀一 編曲:葉山たけし

当時SO-FIのボーカルだった岩切玲子がコーラスで参加している。
3. 翼を広げて （オリジナル・カラオケ）
4. 夢のつづき……Love in my dream （オリジナル・カラオケ）

## 収録アルバム
翼を広げて
- 『SINGLES+1』
- 『Ballads in Blue〜The greatest hits of DEEN〜』
- 『COUNTDOWN BEING』
- 『DEEN PERFECT SINGLES +』
- 『DEEN The Best キセキ』※アレンジ、新録音して収録
- 『マリアージュ』※アレンジ、新録音して収録
- 『DEENAGE MEMORY -20周年記念ベストアルバム-』
- 『DEEN The Best FOREVER 〜Complete Singles +〜』

夢の続き……Love in my dream
- 『Another Side Memories〜Precious Best〜』

## カバー
翼を広げて
- 相川七瀬 - カバーアルバム「Treasure Box -Tetsuro Oda Songs-」（2015年10月28日発売）に収録[3]。
- SARD UNDERGROUND - シングル「卒業式」（2023年2月22日発売）に「Teenage dream」のカバーと共に収録[4]。